# Okres Mátészalka
Okres Mátészalka (maďarsky Mátészalkai járás) je jedním z třinácti okresů maďarské župy Szabolcs-Szatmár-Bereg. Jeho centrem je město Mátészalka.

## Sídla
V okrese se nachází celkem 26 měst a obcí.
|    | Jméno         | Typ obce   | Obyvatel | Rozloha km2 |
| -- | ------------- | ---------- | -------- | ----------- |
| 1  | Mátészalka    | okr. město | 17 144   | 41,4        |
| 2  | Nagyecsed     | město      | 6 524    | 43,85       |
| 3  | Vaja          | město      | 3 639    | 28,61       |
| 4  | Hodász        | městys     | 3 349    | 26,49       |
| 5  | Mérk          | městys     | 2 171    | 25,08       |
| 6  | Ököritófülpös | městys     | 1 859    | 33,42       |
| 7  | Fábiánháza    | vesnice    | 1 718    | 27,35       |
| 8  | Fülpösdaróc   | vesnice    | 316      | 4,25        |
| 9  | Géberjén      | vesnice    | 496      | 5,38        |
| 10 | Győrtelek     | vesnice    | 1 615    | 14,78       |
| 11 | Jármi         | vesnice    | 1 280    | 12,37       |
| 12 | Kántorjánosi  | vesnice    | 2 150    | 41,62       |
| 13 | Kocsord       | vesnice    | 2 893    | 25,47       |
| 14 | Nagydobos     | vesnice    | 2 142    | 26,93       |
| 15 | Nyírcsaholy   | vesnice    | 2 210    | 34,34       |
| 16 | Nyírkáta      | vesnice    | 1 975    | 38,63       |
| 17 | Nyírmeggyes   | vesnice    | 2 622    | 28,79       |
| 18 | Nyírparasznya | vesnice    | 982      | 14,76       |
| 19 | Ópályi        | vesnice    | 2 968    | 26,72       |
| 20 | Őr            | vesnice    | 1 451    | 17,78       |
| 21 | Papos         | vesnice    | 830      | 10,67       |
| 22 | Rápolt        | vesnice    | 139      | 3,21        |
| 23 | Szamoskér     | vesnice    | 398      | 9,71        |
| 24 | Szamosszeg    | vesnice    | 1 955    | 35,30       |
| 25 | Tiborszállás  | vesnice    | 1 019    | 25,52       |
| 26 | Vállaj        | vesnice    | 965      | 22,27       |